# Segunda División de España 1945-46
La temporada 1945–46 de la Segunda División de España de fútbol corresponde a la 15.ª edición del campeonato y se disputó entre el 23 de septiembre de 1945 y el 31 de marzo de 1946.
El campeón de Segunda División fue el CD Sabadell CF.

## Sistema de competición
La Segunda División de España 1945/46 fue organizada por la Federación Española de Fútbol (RFEF).
El campeonato contó con la participación de catorce clubes en un grupo único siguiendo un sistema de liga, de modo que los catorce equipos se enfrentaron entre sí, todos contra todos en dos ocasiones -una en campo propio y otra en campo contrario- sumando un total de 26 jornadas. El orden de los encuentros se decidió por sorteo antes de empezar la competición.
Se estableció una clasificación con arreglo a los puntos obtenidos en cada enfrentamiento, a razón de dos por partido ganado, uno por empatado y ninguno en caso de derrota. En caso de empate a puntos entre dos o más clubes en la clasificación, se tuvo en cuenta el mayor cociente de goles. 
El primer clasificado se proclamó campeón de Segunda División y ascendió a Primera División junto al subcampeón, mientras que el tercer clasificado jugó una promoción a partido único en campo neutral frente al antepenúltimo clasificado de Primera División.
Los dos últimos clasificados descendieron directamente a Tercera División, mientras que el antepenúltimo clasificado jugó una promoción a partido único en campo neutral frente al tercer clasificado de la liguilla de ascenso a Segunda División.

## Clubes participantes
| Datos de ascensos y descensos con respecto a la temporada anterior |
| --- |
| Granada CF, CD Sabadell CF y RC Deportivo de La Coruña descienden de Primera División. CD Alcoyano, Hércules CF y RC Celta de Vigo ascienden a Primera División. CD Constancia, Cultural Leonesa y CD Baracaldo Altos Hornos descienden a Tercera División. Gimnástico de Tarragona, UD Salamanca y RCD Córdoba ascienden a Segunda División. |

| Equipo                                     | Ciudad               | Estadio             |
| ------------------------------------------ | -------------------- | ------------------- |
| Real Betis Balompié                        | Sevilla              | Heliópolis          |
| Sociedad Deportiva Ceuta                   | Ceuta                | Campo de Deporte    |
| Real Club Deportivo Córdoba                | Córdoba              | El Arcángel         |
| Real Club Deportivo de La Coruña           | La Coruña            | Riazor              |
| Granada Club de Fútbol                     | Granada              | Los Cármenes        |
| Club Ferrol                                | Ferrol               | Inferniño           |
| Club Gimnástico de Tarragona               | Tarragona            | Avenida de Cataluña |
| Club Deportivo Mallorca                    | Palma de Mallorca    | El Fortín           |
| Real Sociedad de Fútbol                    | San Sebastián        | Atocha              |
| Centro de Deportes Sabadell Club de Fútbol | Sabadell             | Cruz Alta           |
| Unión Deportiva Salamanca                  | Salamanca            | El Calvario         |
| Real Santander Sociedad Deportiva          | Santander            | El Sardinero        |
| Xerez Club                                 | Jerez de la Frontera | Estadio Domecq      |
| Zaragoza Fútbol Club                       | Zaragoza             | Torrero             |

## Clasificación final
| Pos. | Equipo                        | Pts. | PJ | G  | E | P  | GF | GC | Dif. | Clasificación                     |
| ---- | ----------------------------- | ---- | -- | -- | - | -- | -- | -- | ---- | --------------------------------- |
| 1    | C. D. Sabadell C. F. (C, A)   | 35   | 26 | 14 | 7 | 5  | 50 | 29 | +21  | Ascenso a Primera División        |
| 2    | R. C. Deportivo La Coruña (A) | 33   | 26 | 14 | 5 | 7  | 38 | 28 | +10  | Ascenso a Primera División        |
| 3    | Gimnástico de Tarragona       | 29   | 26 | 12 | 5 | 9  | 50 | 46 | +4   | Acceso a Promoción de ascenso     |
| 4    | Granada C. F.                 | 29   | 26 | 12 | 5 | 9  | 49 | 35 | +14  |                                   |
| 5    | R. C. D. Córdoba              | 29   | 26 | 13 | 3 | 10 | 36 | 34 | +2   |                                   |
| 6    | Real Sociedad                 | 27   | 26 | 12 | 3 | 11 | 46 | 33 | +13  |                                   |
| 7    | Club Ferrol                   | 25   | 26 | 10 | 5 | 11 | 39 | 52 | −13  |                                   |
| 8    | C. D. Mallorca                | 25   | 26 | 8  | 9 | 9  | 37 | 39 | −2   |                                   |
| 9    | Real Santander S. D.          | 24   | 26 | 11 | 2 | 13 | 56 | 51 | +5   |                                   |
| 10   | Zaragoza C. F.                | 24   | 26 | 10 | 4 | 12 | 44 | 53 | −9   |                                   |
| 11   | Real Betis                    | 24   | 26 | 10 | 4 | 12 | 41 | 40 | +1   |                                   |
| 12   | Xerez Club (D)                | 22   | 26 | 9  | 4 | 13 | 43 | 59 | −16  | Acceso a Promoción de permanencia |
| 13   | U. D. Salamanca (D)           | 20   | 26 | 8  | 4 | 14 | 41 | 48 | −7   | Descenso a Tercera División       |
| 14   | S. D. Ceuta (D)               | 18   | 26 | 8  | 2 | 16 | 35 | 58 | −23  | Descenso a Tercera División       |

 Fuente: BDFutbol
Criterios de clasificación: Puntos · Diferencia de goles · Goles a favor · Play-off

## Resultados
| Local \ Visitante         | BET | CEU | COR | DEP | FER | GIM | GRA | MLL | RSA | RSO | SAB | SAL | XER | ZAR |
| ------------------------- | --- | --- | --- | --- | --- | --- | --- | --- | --- | --- | --- | --- | --- | --- |
| Real Betis                | —   | 2–1 | 2–3 | 1–0 | 4–0 | 6–1 | 1–2 | 2–3 | 3–2 | 1–0 | 0–1 | 3–0 | 2–2 | 4–0 |
| S. D. Ceuta               | 2–1 | —   | 1–2 | 1–2 | 1–2 | 1–1 | 2–3 | 4–0 | 1–3 | 2–1 | 5–2 | 1–0 | 2–1 | 3–0 |
| R. C. D. Córdoba          | 2–0 | 2–1 | —   | 2–0 | 3–0 | 0–1 | 2–0 | 1–0 | 4–2 | 3–0 | 0–0 | 1–1 | 3–0 | 2–0 |
| R. C. Deportivo La Coruña | 1–0 | 3–0 | 1–0 | —   | 3–1 | 1–3 | 1–1 | 2–2 | 3–1 | 1–0 | 2–0 | 3–3 | 4–1 | 5–2 |
| Club Ferrol               | 2–2 | 1–1 | 6–0 | 0–1 | —   | 0–2 | 1–0 | 1–1 | 2–1 | 2–2 | 3–1 | 4–2 | 3–2 | 1–0 |
| Gimnástico de Tarragona   | 4–1 | 4–1 | 5–1 | 2–0 | 1–0 | —   | 3–3 | 1–1 | 4–1 | 2–4 | 0–1 | 3–0 | 1–1 | 6–0 |
| Granada C. F.             | 0–1 | 2–0 | 2–0 | 1–2 | 6–3 | 2–1 | —   | 1–2 | 2–0 | 4–1 | 2–2 | 4–1 | 4–1 | 3–1 |
| C. D. Mallorca            | 2–2 | 1–2 | 1–0 | 0–0 | 0–1 | 3–0 | 3–2 | —   | 4–2 | 1–1 | 0–2 | 2–0 | 3–0 | 1–1 |
| Real Santander S. D.      | 4–0 | 2–0 | 1–2 | 0–1 | 2–2 | 6–0 | 3–2 | 3–1 | —   | 4–0 | 2–2 | 4–2 | 2–1 | 4–2 |
| Real Sociedad             | 3–1 | 4–0 | 3–1 | 2–0 | 4–0 | 5–0 | 1–1 | 2–1 | 0–1 | —   | 0–2 | 1–0 | 2–0 | 1–2 |
| C. D. Sabadell C. F.      | 0–0 | 3–1 | 2–0 | 2–0 | 2–3 | 3–1 | 0–0 | 1–1 | 5–0 | 1–0 | —   | 5–1 | 7–2 | 1–1 |
| U. D. Salamanca           | 0–1 | 4–1 | 0–0 | 0–0 | 6–1 | 1–3 | 0–1 | 3–1 | 2–1 | 2–0 | 3–1 | —   | 2–0 | 4–1 |
| Xerez Club                | 1–0 | 3–0 | 4–0 | 2–0 | 1–0 | 4–1 | 1–0 | 1–1 | 4–3 | 0–7 | 1–2 | 4–3 | —   | 4–4 |
| Zaragoza C. F.            | 4–1 | 5–1 | 1–0 | 1–2 | 4–0 | 0–0 | 2–1 | 4–2 | 2–0 | 1–2 | 1–2 | 2–1 | 3–2 | —   |

## Promoción de ascenso a Primera División
La promoción se jugó a partido único en Barcelona, al empatar a cero se jugó un segundo partido de desempate:
| 19 de mayo de 1946 | RCD Español | 0:0     | Gimnástico de Tarragona | Estadio Olímpico de Montjuic, Barcelona |  |
|                    |             | Reporte |                         |                                         |  |

| 26 de mayo de 1946 | RCD Español | 3:0     | Gimnástico de Tarragona | Estadio Olímpico de Montjuic, Barcelona |  |
|                    |             | Reporte |                         |                                         |  |

- Se mantiene en Primera División: RCD Español.
- Permanece en Segunda División: Gimnástico de Tarragona.

### Promoción de permanencia
La promoción se jugó a partido único en Madrid, con el siguiente resultado:
| 29 de junio de 1946 | Jerez CF | 0:2 | CD Baracaldo Altos Hornos |                              |  |
|                     |          |     |                           | Asistencia: ??? espectadores |  |

- Asciende a Segunda División: CD Baracaldo Altos Hornos.
- Desciende a Tercera División: Jerez CF.

## Resumen
Campeón de Segunda División:
| - Centro de Deportes Sabadell Club de Fútbol |

Ascienden a Primera División:
| - Centro de Deportes Sabadell Club de Fútbol | - Real Club Deportivo de La Coruña |

Descienden a Tercera División: 
| - Jerez Club de Fútbol | - Unión Deportiva Salamanca | - Sociedad Deportiva Ceuta |